# Mario Leiter

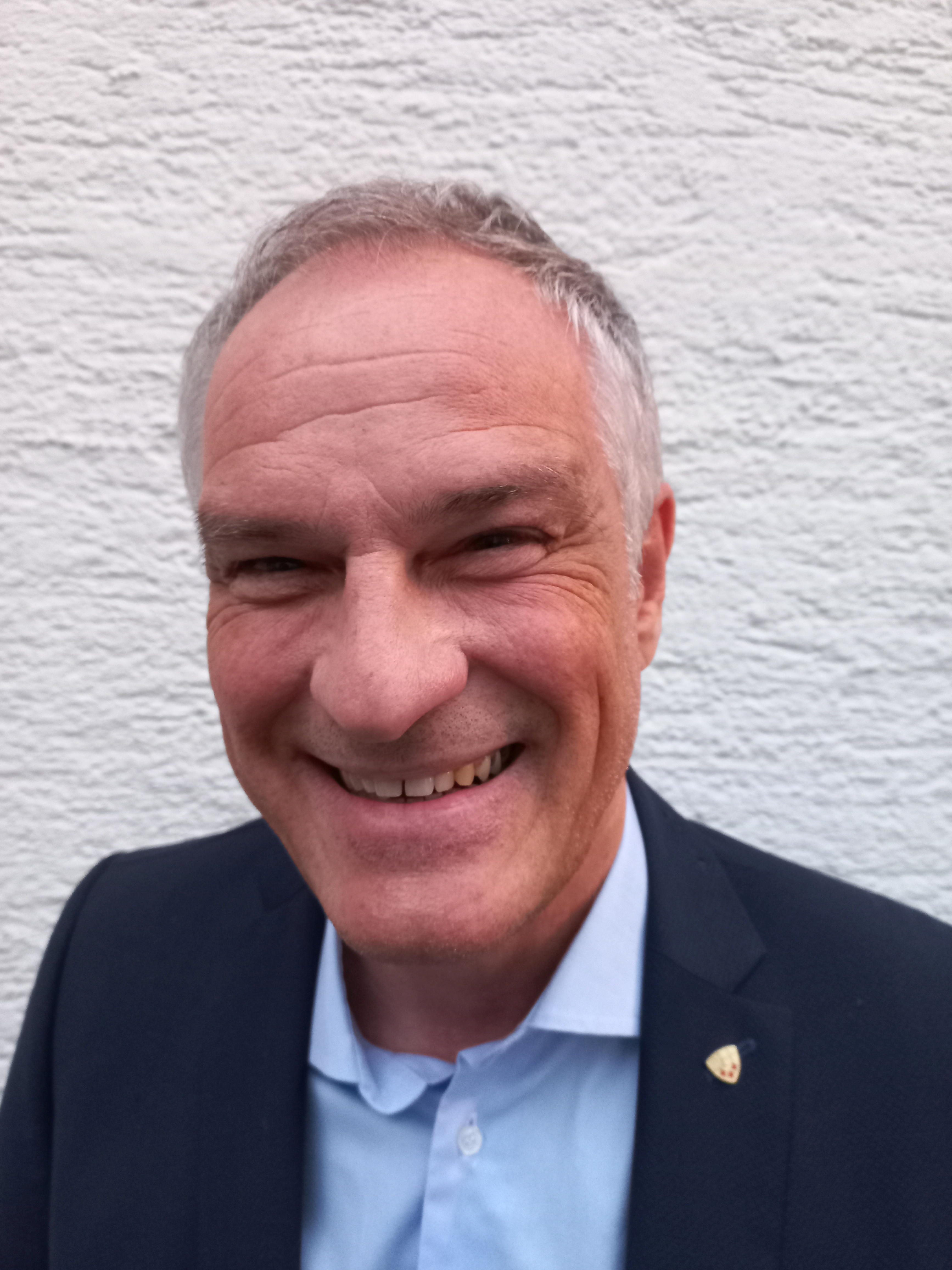
Mario Leiter (März 2024)

Mario Leiter (* 27. Juli 1965 in Bludenz, Vorarlberg) ist ein österreichischer Polizeibeamter, Unternehmer und Politiker (Fraktion Mario Leiter – Unabhängige – SPÖ Bludenz). Im Oktober 2023 wurde er als Nachfolger von Gabriele Sprickler-Falschlunger zum Landesparteivorsitzenden der SPÖ Vorarlberg gewählt.

## Leben und Wirken
Seit 11. April 2015 ist er Vizebürgermeister und Stadtrat für Betriebsansiedelung, Stadt- und Raumordnung sowie Stadtrat für Jugend der Stadt Bludenz. In seiner zweiten Funktionsperiode als Vizebürgermeister war Leiter zum Rücktritt am 1. Mai 2021 gezwungen, um Leiter der Stadtpolizei werden zu können. Als zertifizierter Verkehrssicherheitsexperte und Gründer des Projekts „rauschfrei…“ in Kooperation mit „aha – Tipps & Infos für junge Leute“ setzte er einen Meilenstein in der Präventions- und Informationsarbeit für Jugendliche zum Thema Alkohol und Drogen im Straßenverkehr und konnte bereits landesweit Erfolge erzielen. Mit der Gründung des „Zentrum Verkehrssicherheit Österreich“ (ZVÖ) in Wien vernetzte Leiter 32 der größten Verkehrssicherheitsunternehmen aus Österreich, Deutschland und der Schweiz.
Im März 2015 erhielt Leiter die Lebensrettungsmedaille des Landes Vorarlberg für die Rettung eines Menschen unter Einsatz seines Lebens aus einem brennenden Haus.

## Karriere
Mario Leiter schloss 1983 die Lehre zum Einzelhandelskaufmann bei der Firma Steinadler in Bludenz ab und arbeitete anschließend als Filialleiter für das Unternehmen in Oberösterreich.
Seit April 1985 ist Leiter für die Stadtpolizei Bludenz tätig. Er absolvierte die zweijährige Grundausbildung und legte 1986 die Verwaltungsprüfung im Amt der Vorarlberger Landesregierung ab. 1998 absolvierte er den Fachkurs für dienstführende Sicherheitswachebeamte im Kriminal- und Exekutivdienst bei der Bundespolizeidirektion Wien sowie, kurze Zeit später, die Verkehrssicherheitsakademie des österreichischen Gemeindebundes. Im März 2000 wurde er zum stellvertretenden Polizeikommandanten der Stadtpolizei Bludenz ernannt.
Von 2004 bis 2008 war Leiter Hauptreferent der Stiftung Maria Ebene im Projekt „Mehr Spaß mit Maß“. 2008 erstellte er das Konzept für das in weiterer Folge österreichweit durchgeführte Präventions- und Informationsprojekt „rauschfrei…“.
2010 wurde Mario Leiter zum Vorsitzenden der Gemeindesicherheitswachen Österreichs gewählt.
Seit 2003 ist Leiter Lehrbeauftragter des Landes Vorarlberg und, unter anderem, zuständig für die Schulung von Blaulichtlenkern und Begleitern von Sonder- bzw. Schwertransporten.

## Politischer Werdegang
Mario Leiter wurde am 11. April 2015 bei der konstituierenden Sitzung der Stadtregierung zum Vizebürgermeister der Stadt Bludenz gewählt. Mit Verordnung des Bürgermeisters der Stadt Bludenz wurden ihm die Ressorts „Betriebsansiedelung, Stadt- und Raumplanung“ sowie „Jugend“ übertragen. Das Amt des Vizebürgermeisters legte er am 29. April 2019 zurück. Seit 2017 ist Leiter Mitglied der SPÖ und Stadtparteiobmann der SPÖ Bludenz sowie Mitglied des Landesparteivorstandes. Leiter setzt sich vor allem für wirtschaftspolitische Themen und für Bildung, Jugend und Familie ein.
Im April 2015 brachte Leiter gemeinsam mit seiner Wählergruppe „LISTE MARIO LEITER – UNABHÄNGIGE – SPÖ Bludenz“ durch RA Dr. Anton Tschann eine Anfechtung des zweiten Wahlganges für die Wahl des Bürgermeisters der Gemeinde Bludenz am 29. März 2015 ein, da es zu rechtswidrigen Unregelmäßigkeiten im Umgang mit den Wahlkarten gekommen war. Dieser Anfechtung wurde am 23. November 2015 vom Verfassungsgerichtshof Österreich stattgegeben, was eine Wahlwiederholung zur Folge hatte.
Bei der Landtagswahl in Vorarlberg 2024 trat er als Spitzenkandidat der SPÖ Vorarlberg an und wurde in den Vorarlberger Landtag gewählt.

## Zentrum Verkehrssicherheit Österreich (ZVÖ)
Im Jahr 2014 gründete Mario Leiter das „Zentrum Verkehrssicherheit Österreich“ (ZVÖ) in Wien mit Sitz in Bludenz, welches mittlerweile 32 der größten Verkehrssicherheitsunternehmen des deutschsprachigen Raums zu seinen Mitgliedern zählt. Als Projektverantwortlicher setzt er sich hier für Forschungsthemen im Verkehrssicherheitsbereich ein und führt jährlich eine der größten österreichischen Fachtagungen zum Thema Verkehr durch, die in Wien stattfindet.
Durch die sich aus diesem Netz ergebenden Synergien werden Innovationen und Ideen im Bereich der Verkehrssicherheit entwickelt und an die jeweiligen Fachstellen zur Zertifizierung eingereicht bzw. um deren Freigabe durch das Bundesministerium für Verkehr, Innovation und Technologie angesucht.

## Projekt „rauschfrei…“
„rauschfrei…“ ist ein von dem zertifizierten Verkehrssicherheitsexperten und Lehrbeauftragten, Mario Leiter, gegründetes Präventionsprojekt, in dem Jugendliche in interaktiven Workshops über jugendrechtliche Bestimmungen im Zusammenhang mit Alkohol im Straßenverkehr aufgeklärt und Auswirkungen auf die Fahrtauglichkeit aufgezeigt werden.
Das Projekt richtet sich an Jugendliche und junge Erwachsene einer Pflichtschule, AHS, BHS oder Berufsschule und wird in mehreren Bundesländern Österreichs angeboten.
In den Workshops von „rauschfrei…“ erteilen kompetente Referenten Sach- und Fachinformationen zum Thema Alkohol und Drogen im Straßenverkehr.
Die Mission dieses Projektes ist es, alkohol- und drogenbedingte Verkehrsunfälle zu reduzieren, die Anzahl der Strafanzeigen wegen Alkohol oder Drogen am Steuer zu senken und das Selbstbewusstsein von jungen Fahrzeuglenkern zum „Nein-Sagen“ bei Alkohol und Drogen im Straßenverkehr zu stärken.

## Privates
Mario Leiter wohnt in Bludenz, ist seit 1992 mit Beate Leiter verheiratet und Vater eines erwachsenen Sohnes.